# Туат (группа оазисов)

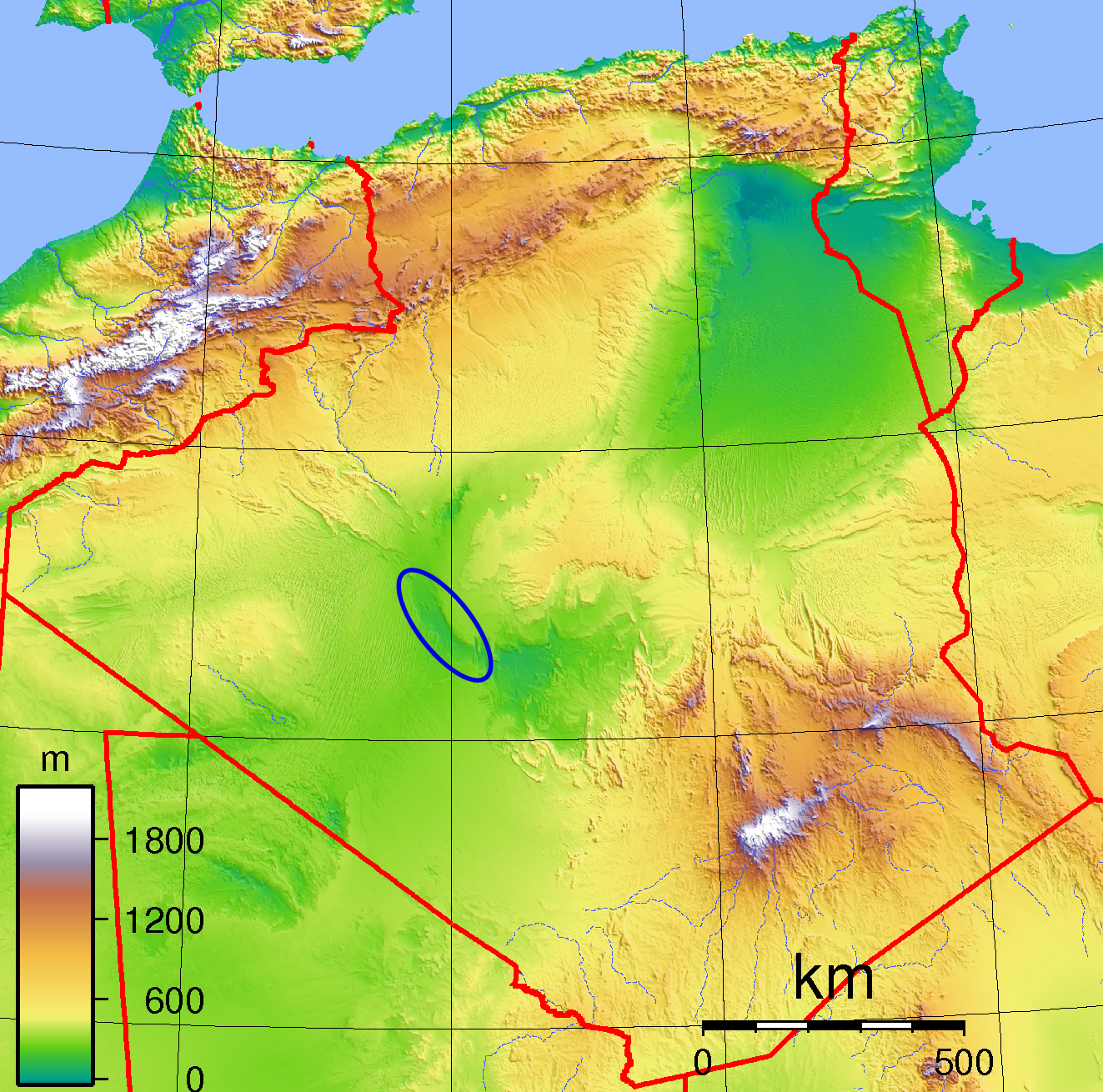

Туат (англ. Touat) — естественный природный регион в западном песчаном море пустыни Сахара в центре Алжира, состоящий из группа оазисов. Орошается вади Саура. 
На территории этого региона проживает приблизительно 120 тысяч жителей. Возделываются финиковая пальма, табак, хлопок, ячмень и пшеница. Туат имеет важное торговое и стратегическое значение благодаря своему положению на путях из Марокко и Алжира в Тимбукту. Для общин, живущих в оазисах Туат и Тидикэльт, фоггары — поиск воды из-под земли и вынос ее на открытый воздух для орошения садов представляют собой нечто большее, чем элемент идентичности: они связаны с выживанием в сложных условиях окружающей среды.
Группа оазисов Туат в Западном песчаном море 30 декабря 2002 года были указаны в «Предварительном списке ЮНЕСКО». В «Список водно-болотных угодий международного значения» в 2013 году вошли оазисы Тамантит и Сиди Ахмед Тимми, которые также включены в группу оазисов Туат. Оазис Тамантит также классифицируется как памятник национального наследия Алжира (архитектурный и культурный план, официальный журнал № 87 от 3 ноября 1999 год).

## География
Оазисы Туат играли важную роль в транссахарской торговле из-за их расположения на северном конце маршрута Танезруфт.
Туат расположен к югу от Большого Западного Эрг, к востоку от Эрг-Чеч и к юго-западу от плато Тадемаит. Состоит из череды небольших оазисов, тянущихся вдоль восточного края Вади-Мессауда, продолжения Вади-Сауры. Оазисы простираются на 160 км от района Бауда на севере до Реггана на юге. Самый большой город в регионе — Адрар, в 20 км к юго-востоку от Бауда.
В регионе почти нет осадков, а сельское хозяйство зависит от грунтовых вод. Туат расположен на юго-западной границе континентального интеркалария, где водоносный горизонт находится всего на 2-6 м ниже поверхности.